# Great Return
Great Return – drugi album polskiego zespołu reggae, Ares & The Tribe.
Płyta została zarejestrowana w założonym przez lidera i wokalistę zespołu Jah Aresa Ariston Roots Reggae Studio. Realizacją nagrań zajął się Mateusz "Quendi" Woźniak, a masteringu dokonał Sebastian „Seban” Włodarczyk z poznańskiego IA Studio. Album znalazł się w finale plebiscytu czasopisma Free Colours na najlepszą polską płytę reggae roku, zaś skomponowaną dla żartu piosenkę "Kochaj się z każdą dziewczyną" wypromował spontaniczny teledysk z gościnnym udziałem poznańskich raperów Pei oraz Vito.

## Lista utworów
1. "Jah Jah Come"
2. "Marcus Say"
3. "Wstawaj" (feat. Gojda)
4. "Kochaj się z każdą dziewczyną" (feat. Vito)
5. "Kalimba's Rain"
6. "Judgement Day" (feat. Mr Frenchman)
7. "Każdy ma swoją gwiazdę"
8. "Nie płacz" (feat. Laysa)
9. "Don't Cry Dub"
10. "Come On Israel Dub"
11. "Red Crazy Summer"
12. "Kochaj" (dancefloor remix by Matt Kowalsky)

## Muzycy
- Ares "Jah Ares" Chadzinikolau (wokal, klawisze)
- Tomir "TomiRas" Szczerbal (perkusja)
- Tomek Senger (perkusja)
- Marcin Rausz (perkusja)
- Wojtek Kubiak (gitara)
- Sebastian Ławicki (gitara)
- Remigiusz "RemiMan" Skorwider (gitara basowa)
- Zbyszek "KenJah" Kendzia (gitara basowa)
- Robert "Malina" Malinowski (trąbka)
- Michał Klim (saksofon)
- Tamara Chadzinikolau (chórki)
- Natalia Rura (chórki)
- Ilona Rybarska  (chórki)

### Gościnnie wystąpili
- Maciej "Kocin" Kociński (saksofon)
- Mr.Frenchman (ragga)
- Gojda (rap)
- Vito (rap)
- Laysa (wokal)
- DJ Decks (skrecze)